# Margarida de Saxònia (electriu de Brandenburg)
Margarida - Margarette (alemany) - (1449, Weimar - 13 de juliol del 1501, Spandau) va ser una princesa de Saxònia i electriu consort de Brandenburg.
Margarida fou filla del duc de Saxònia Guillem el Valent (1425-1482) fruit del seu matrimoni amb Anna (1432-1462), filla del Rei dels Romans Albert II.
Després de la ruptura del matrimoni dels seus pares, Margarida va continuar vivint a la cort del seu pare, que també va dur a terme les negociacions del seu matrimoni. Després de la seva mort, el Landgraviat de Turíngia va passar als cosins de Margarida, els ducs Albert i Ernest de Saxònia. Les seves vagues reivindicacions sobre els territoris del seu avi Albert II ja havien fracassat en la persona dels seus pares. En la guerra contra Àustria, però, Frederic el Gran va presentar al·legacions al Reichstag de Frankfurt el febrer de 1757, en què justificava les reclamacions al Regne de Bohèmia basant-se en la descendència de Margarida.
Margarida es va casar el 25 d'agost del 1476 a Berlín amb el posterior elector de Brandenburg Joan Ciceró (1455-1499). La data del casament s'havia ajornat diversos cops per dificultats de pagament. El dot de Margarida no es va poder pagar fins al 1492.
En el seu testament, Joan havia promès a la seva dona les ciutats de Spandau, Küstrin, Wriezen, Bötzow, Liebenwalde i Saarmund com a dot i va designar el castell de Spandau com a casa seva, on es va retirar cada cop més.

## Descendència
Margarida va tenir els següents fills del seu matrimoni amb Joan:
- Tochter (1480–1482)
- Wolfgang (*/† 1482)
- Joaquim Néstor (1484–1535), elector de Brandenburg

⚭ 1502 Princesa Elisabet de Dinamarca (1485–1555)
- Elisabet (*/† 1486)
- Anna (1487–1514)

⚭ 1502 Rei Frederic I de Dinamarca (1471–1533)
- Úrsula (1488–1510)

⚭ 1507 Duc Enric V de Mecklenburg (1479–1552)
- Albert (1490–1545), arquebisbe de Magdeburg. Arquebisbe i elector de Magúncia, cardenal